# Lijst van rijksmonumenten in Heerlen
De gemeente Heerlen telt 152 inschrijvingen in het rijksmonumentenregister, hieronder een overzicht. Zie ook de Lijst van gemeentelijke monumenten in Heerlen.
| Object                                                                                  | Oorspronkelijke functie?  | Bouwjaar                                                        | Architect                           | Locatie                             | Coördinaten?                  | Nr.?   | Afbeelding                                                                              |
| --------------------------------------------------------------------------------------- | ------------------------- | --------------------------------------------------------------- | ----------------------------------- | ----------------------------------- | ----------------------------- | ------ | --------------------------------------------------------------------------------------- |
| Schelmentoren                                                                           | Fort, vesting en -onderdl | 12e eeuw                                                        | onbekend                            | Pancratiusplein 44                  | 50° 53' 17" NB, 5° 58' 50" OL | 21216  | Meer afbeeldingen                                                                       |
| Grafkapel De Loë: Neoclassicistische kerkhofkapel                                       | Kapel                     | 1848                                                            |                                     | Akerstraat bij 39                   | 50° 53' 4" NB, 5° 58' 56" OL  | 21217  | Meer afbeeldingen                                                                       |
| Mijnkolonie Ganzeweide 31 e.v.: Blok van twee woningen met verdieping                   | Woonhuis                  | 1920                                                            | ir. J. Lugten                       | Ganzeweide 31, 33                   | 50° 54' 52" NB, 5° 57' 19" OL | 21218  | Mijnkolonie Ganzeweide 31 e.v.: Blok van twee woningen met verdieping                   |
| Mijnkolonie Ganzeweide 35 e.v.: Blok van vier (thans 5) woningen met verdieping         | Woonhuis                  | 1914                                                            | ir. J. Lugten                       | Ganzeweide 35, 35a, 37, 39, 41      | 50° 54' 53" NB, 5° 57' 18" OL | 21219  | Mijnkolonie Ganzeweide 35 e.v.: Blok van vier (thans 5) woningen met verdieping         |
| Mijnkolonie Ganzeweide 43 e.v.: Blok van vier woningen met verdieping                   | Woonhuis                  | 1912                                                            | ir. J. Lugten                       | Ganzeweide 43, 45, 47, 49           | 50° 54' 54" NB, 5° 57' 16" OL | 21220  | Mijnkolonie Ganzeweide 43 e.v.: Blok van vier woningen met verdieping                   |
| Bakstenen woonhuis                                                                      | Woonhuis                  | tweede helft 18e eeuw                                           |                                     | Gasthuisstraat 2                    | 50° 53' 14" NB, 5° 58' 54" OL | 21221  | Meer afbeeldingen                                                                       |
| Grasbroek: blok van vier rug-aan-rug-woningen                                           | Woonhuis                  | 1909                                                            |                                     | Grasbroek 1                         | 50° 53' 56" NB, 5° 58' 17" OL | 21222  | Grasbroek: blok van vier rug-aan-rug-woningen                                           |
| Grasbroek: blok van vier rug-aan-rug-woningen                                           | Woonhuis                  | 1909                                                            |                                     | Grasbroek 5                         | 50° 53' 57" NB, 5° 58' 17" OL | 21223  | Grasbroek: blok van vier rug-aan-rug-woningen                                           |
| Grasbroek: blok van vier rug-aan-rug-woningen                                           | Woonhuis                  | 1909                                                            |                                     | Grasbroek 9                         | 50° 53' 56" NB, 5° 58' 18" OL | 21224  | Grasbroek: blok van vier rug-aan-rug-woningen                                           |
| Grasbroek: blok van vier rug-aan-rug-woningen                                           | Woonhuis                  | 1909                                                            |                                     | Grasbroek 2                         | 50° 53' 54" NB, 5° 58' 17" OL | 21225  | Grasbroek: blok van vier rug-aan-rug-woningen                                           |
| Grasbroek: blok van vier rug-aan-rug-woningen                                           | Woonhuis                  | 1909                                                            |                                     | Grasbroek 6                         | 50° 53' 52" NB, 5° 58' 18" OL | 21226  | Grasbroek: blok van vier rug-aan-rug-woningen                                           |
| Grasbroek: blok van vier rug-aan-rug-woningen                                           | Woonhuis                  | 1909                                                            |                                     | Grasbroek 10                        | 50° 53' 54" NB, 5° 58' 18" OL | 21227  | Meer afbeeldingen                                                                       |
| St. Pancratiuskerk                                                                      | Kerk en kerkonderdeel     | 14e eeuw (toren en koor) 1901-1903 (dwars pand)                 |                                     | Pancratiusplein 45                  | 50° 53' 16" NB, 5° 58' 48" OL | 21228  | Meer afbeeldingen                                                                       |
| Schachtgebouw Oranje Nassau I                                                           | Industrie                 | ca. 1897                                                        |                                     | Kloosterweg bij 1                   | 50° 53' 31" NB, 5° 58' 21" OL | 21229  | Meer afbeeldingen                                                                       |
| Oliemolen                                                                               | Industrie- en poldermolen | 1502                                                            |                                     | Oliemolenstraat 32                  | 50° 53' 3" NB, 5° 59' 13" OL  | 21230  | Meer afbeeldingen                                                                       |
| Geleenhof                                                                               | Boerderij                 | 1688 (jaartal)                                                  |                                     | Valkenburgerweg 54                  | 50° 53' 1" NB, 5° 58' 4" OL   | 21231  | Meer afbeeldingen                                                                       |
| Huis de Luijff                                                                          | Woonhuis                  | eerste kwart 19e eeuw                                           |                                     | Wilhelminaplein 24                  | 50° 53' 19" NB, 5° 58' 51" OL | 21233  | Meer afbeeldingen                                                                       |
| Hoeve Molenberg                                                                         | Boerderij                 | 1776 (ankers)                                                   |                                     | Justus van Maurikstraat 37          | 50° 52' 57" NB, 5° 59' 33" OL | 21234  | Meer afbeeldingen                                                                       |
| Caumermolen                                                                             | Industrie- en poldermolen | 1371 of eerder                                                  |                                     | Caumermolenweg 12                   | 50° 52' 51" NB, 5° 59' 42" OL | 21235  | Meer afbeeldingen                                                                       |
| Hoeve Corisberg                                                                         | Boerderij                 | 17e-18e-eerste helft 19e eeuw                                   |                                     | Corisbergweg 1                      | 50° 52' 28" NB, 5° 59' 57" OL | 21236  | Meer afbeeldingen                                                                       |
| Hoeve Droepnaas                                                                         | Boerderij                 | 1779                                                            |                                     | Corisbergweg 119                    | 50° 52' 17" NB, 6° 0' 11" OL  | 21237  | Meer afbeeldingen                                                                       |
| Hoeve gelegen aan een binnenplaats                                                      | Boerderij                 | 17e eeuw                                                        |                                     | Corisbergweg 119A                   | 50° 52' 15" NB, 6° 0' 12" OL  | 21238  | Meer afbeeldingen                                                                       |
| De Horicherhof                                                                          | Boerderij                 | 17e eeuw                                                        |                                     | Corisbergweg 121                    | 50° 52' 15" NB, 6° 0' 12" OL  | 21239  | De Horicherhof                                                                          |
| De Onderste Caumer                                                                      | Boerderij                 | 1739 (hoeve) 1808 (poort)                                       |                                     | Johannes XXIII Singel 46            | 50° 52' 42" NB, 5° 59' 46" OL | 21240  | Meer afbeeldingen                                                                       |
| Schiffelerhof: woonhuis onder zadeldak met haaks aangebouwde schuur                     | Boerderij                 | ca. 1800                                                        |                                     | Schiffeler 1                        | 50° 52' 48" NB, 5° 59' 58" OL | 21241  | Schiffelerhof: woonhuis onder zadeldak met haaks aangebouwde schuur                     |
| Schiffelerhof: hoog woonhuis, van baksteen                                              | Boerderij                 | ca. 1800                                                        |                                     | Schiffeler 2                        | 50° 52' 48" NB, 5° 59' 59" OL | 21242  | Meer afbeeldingen                                                                       |
| Sint-Janskerk (Hoensbroek)                                                              | Kerk en kerkonderdeel     | 13e-17e eeuw                                                    |                                     | Hoofdstraat 63                      | 50° 55' 24" NB, 5° 55' 27" OL | 21243  | Meer afbeeldingen                                                                       |
| Kasteel Hoensbroek (of Kasteel Heerlen)                                                 | Kasteel, buitenplaats     | 14e eeuw en later                                               |                                     | Klinkertstraat 110                  | 50° 55' 1" NB, 5° 55' 3" OL   | 21244  | Meer afbeeldingen                                                                       |
| Grote hoeve van baksteen met binnenplaats                                               | Boerderij                 | 1854 (hoeve) 19e eeuw (hekpijlers)                              |                                     | Esschenweg 111                      | 50° 54' 13" NB, 5° 55' 40" OL | 21245  | Meer afbeeldingen                                                                       |
| Hoeve van baksteen en mergel voor de oudere delen                                       | Boerderij                 | 1751                                                            |                                     | Esschenweg 119                      | 50° 54' 16" NB, 5° 55' 37" OL | 21246  | Meer afbeeldingen                                                                       |
| Wegkapelletje in de vorm van een cenotaaf met crucifix en schelpnisje                   | Kapel                     | 1767                                                            |                                     | Esschenweg 1                        | 50° 54' 0" NB, 5° 56' 4" OL   | 21247  | Meer afbeeldingen                                                                       |
| Hoeve met binnenplaats                                                                  | Boerderij                 | 19e eeuw                                                        |                                     | Ten Esschen 26                      | 50° 53' 59" NB, 5° 56' 3" OL  | 21248  | Meer afbeeldingen                                                                       |
| Hoeve de Struver                                                                        | Boerderij                 | 1742 (ankerjaartal)                                             |                                     | Ten Esschen 80                      | 50° 53' 52" NB, 5° 56' 19" OL | 21249  | Meer afbeeldingen                                                                       |
| In Thermenmuseum: Grenspaal met het Hollandse wapen                                     | Grensafbakening           | na 1713                                                         |                                     | Coriovallumstraat bij 9             | 50° 53' 8" NB, 5° 58' 37" OL  | 21252  | In Thermenmuseum: Grenspaal met het Hollandse wapen                                     |
| In Thermenmuseum: Grenspaal met het Oostenrijkse wapen                                  | Grensafbakening           | na 1713                                                         |                                     | Coriovallumstraat bij 9             | 50° 53' 8" NB, 5° 58' 37" OL  | 21253  | In Thermenmuseum: Grenspaal met het Oostenrijkse wapen                                  |
| Wegkruis met corpus                                                                     | Kerk en kerkonderdeel     | eerste helft 18e eeuw                                           |                                     | Kruising Kampstraat met Heulsstraat | 50° 55' 1" NB, 5° 57' 32" OL  | 21257  | Meer afbeeldingen                                                                       |
| Kasteel Passarts-Nieuwenhagen                                                           | Boerderij                 | eerste kwart 17e eeuw                                           |                                     | Passartweg 56                       | 50° 55' 41" NB, 5° 56' 55" OL | 21258  | Meer afbeeldingen                                                                       |
| Sint-Barbarakapel                                                                       | Kapel                     | 1670                                                            |                                     | Slotweg 2                           | 50° 54' 10" NB, 5° 59' 39" OL | 21259  | Meer afbeeldingen                                                                       |
| Hoeve Meezenbroek                                                                       | Kasteel met hoeve         | 1660 (wapensteen)                                               |                                     | Kasteellaan 3                       | 50° 53' 57" NB, 5° 58' 56" OL | 21260  | Meer afbeeldingen                                                                       |
| De Baak                                                                                 | Boerderij                 | 1797                                                            |                                     | Meezenbroekerweg 95                 | 50° 54' 1" NB, 5° 58' 57" OL  | 21261  | Meer afbeeldingen                                                                       |
| Schandelermolen                                                                         | Industrie- en poldermolen | 18e eeuw ca. 1955 (onttakeld)                                   |                                     | Schandelermolenweg 16               | 50° 53' 35" NB, 5° 59' 1" OL  | 21262  | Meer afbeeldingen                                                                       |
| Op den dries                                                                            | Boerderij                 | 1733                                                            |                                     | Dreesch 1                           | 50° 53' 5" NB, 5° 56' 59" OL  | 21263  | Meer afbeeldingen                                                                       |
| Hoeve de Mullender                                                                      | Boerderij                 | 1792 (ankers)                                                   |                                     | De Doom 22                          | 50° 52' 23" NB, 5° 58' 9" OL  | 21264  | Hoeve de Mullender                                                                      |
| Hof den Dom met wegkruis                                                                | Boerderij                 | 14e,17e eeuw eerste kwart 19e eeuw (wegkruis)                   |                                     | De Doom 44                          | 50° 52' 18" NB, 5° 58' 9" OL  | 21265  | Meer afbeeldingen                                                                       |
| Hof den Dom                                                                             | Boerderij                 | 19e eeuw                                                        |                                     | De Doom 48                          | 50° 52' 17" NB, 5° 58' 8" OL  | 21266  | Meer afbeeldingen                                                                       |
| Hoeve De Rousch                                                                         | Boerderij                 | 1859 (grotendeels)                                              |                                     | Kloosterkensweg 17                  | 50° 52' 13" NB, 5° 58' 23" OL | 21267  | Meer afbeeldingen                                                                       |
| Douvenrade                                                                              | Boerderij                 | eerste helft 18e eeuw en later                                  |                                     | Terworm 1                           | 50° 52' 56" NB, 5° 57' 27" OL | 21268  | Meer afbeeldingen                                                                       |
| Douvenrade                                                                              | Boerderij                 | 18e eeuw                                                        |                                     | Terworm 2                           | 50° 53' 14" NB, 5° 57' 46" OL | 21269  | Upload foto                                                                             |
| Kasteel Eyckholt                                                                        | Kasteel, buitenplaats     | 15e eeuw en later                                               |                                     | Terworm 4                           | 50° 53' 12" NB, 5° 57' 28" OL | 21270  | Meer afbeeldingen                                                                       |
| Hoeve Gitzbach                                                                          | Boerderij                 | 17e,18e,19e eeuw                                                |                                     | Terworm 6                           | 50° 53' 27" NB, 5° 56' 48" OL | 21271  | Meer afbeeldingen                                                                       |
| Kasteel ter Worm                                                                        | Kasteel, buitenplaats     | 15e eeuw (kern) 16e-18e eeuw (toren) 1670/1716/1718 (bouwhoeve) |                                     | Terworm 5                           | 50° 53' 22" NB, 5° 56' 59" OL | 21272  | Meer afbeeldingen                                                                       |
| Strijthagen of Huis te Welten                                                           | Woonhuis                  | 16e eeuw                                                        |                                     | Welterkerkstraat 1                  | 50° 52' 31" NB, 5° 58' 11" OL | 21273  | Meer afbeeldingen                                                                       |
| Weltermolen                                                                             | Industrie- en poldermolen | 1865                                                            |                                     | Welterkerkstraat 2                  | 50° 52' 34" NB, 5° 58' 15" OL | 21274  | Meer afbeeldingen                                                                       |
| Leenhof I: blok van vier rug-aan-rug-woningen                                           | Woonhuis                  | 1905-1906                                                       |                                     | Leenhofstraat 1                     | 50° 53' 33" NB, 5° 59' 54" OL | 342679 | Leenhof I: blok van vier rug-aan-rug-woningen                                           |
| Leenhof I: blok van vier rug-aan-rug-woningen                                           | Woonhuis                  | 1905-1906                                                       |                                     | Leenhofstraat 5                     | 50° 53' 32" NB, 5° 59' 53" OL | 342685 | Leenhof I: blok van vier rug-aan-rug-woningen                                           |
| Leenhof I: blok van vier rug-aan-rug-woningen                                           | Woonhuis                  | 1905-1906                                                       |                                     | Leenhofstraat 13                    | 50° 53' 31" NB, 5° 59' 53" OL | 342690 | Leenhof I: blok van vier rug-aan-rug-woningen                                           |
| Leenhof I: blok van vier rug-aan-rug-woningen                                           | Woonhuis                  | 1905-1906                                                       |                                     | Leenhofstraat 2                     | 50° 53' 33" NB, 5° 59' 51" OL | 342695 | Leenhof I: blok van vier rug-aan-rug-woningen                                           |
| Leenhof I: blok van vier rug-aan-rug-woningen                                           | Woonhuis                  | 1905-1906                                                       |                                     | Leenhofstraat 6                     | 50° 53' 32" NB, 5° 59' 51" OL | 342701 | Leenhof I: blok van vier rug-aan-rug-woningen                                           |
| Leenhof I: blok van vier rug-aan-rug-woningen                                           | Woonhuis                  | 1905-1906                                                       |                                     | Leenhofstraat 14                    | 50° 53' 31" NB, 5° 59' 52" OL | 342706 | Leenhof I: blok van vier rug-aan-rug-woningen                                           |
| Heilige Hartkerk, vanwege eenklaviersorgel met tien registers                           | Vanwege onderdelen kerk   | 1841                                                            |                                     | Meezenbroekerweg 116                | 50° 53' 49" NB, 5° 58' 51" OL | 422862 | Meer afbeeldingen                                                                       |
| Terrein waarin een kasteelheuvel Struyver, omgeven door een droge gracht                | Archeologisch monument    | middeleeuwen                                                    |                                     | Ten Esschen                         | 50° 53' 50" NB, 5° 56' 5" OL  | 46184  | Terrein waarin een kasteelheuvel Struyver, omgeven door een droge gracht                |
| Laatste, in breuksteen opgetrokken restant van de walmuur (oudste van Nederland)        | Omwalling                 | 1244                                                            |                                     | Pancratiusstraat 21                 | 50° 53' 14" NB, 5° 58' 47" OL | 46739  | Meer afbeeldingen                                                                       |
| Glaspaleis                                                                              | Winkel                    | 1933-1936                                                       | Frits Peutz                         | Bongerd 22                          | 50° 53' 16" NB, 5° 58' 46" OL | 498137 | Meer afbeeldingen                                                                       |
| Bakstenen poortgebouw met school                                                        | Onderwijs en wetenschap   | 1920-1930                                                       | J. Stuyt                            | Zandweg 180                         | 50° 51' 54" NB, 5° 59' 29" OL | 506441 | Meer afbeeldingen                                                                       |
| Villa                                                                                   | Woonhuis                  | 1917                                                            | J. Stuyt                            | Caumerdalschestraat 22              | 50° 52' 49" NB, 5° 59' 26" OL | 509112 | Meer afbeeldingen                                                                       |
| Bakstenen kliniek                                                                       | Gezondheidszorg           | 1920-1921                                                       | J. Stuyt                            | Zandweg 180                         | 50° 51' 54" NB, 5° 59' 29" OL | 512703 | Meer afbeeldingen                                                                       |
| Bakstenen, vrijstaande directeurswoning                                                 | Dienstwoning              | 1920-1921                                                       | J. Stuyt                            | Zandweg 180                         | 50° 51' 54" NB, 5° 59' 29" OL | 512706 | Meer afbeeldingen                                                                       |
| Bakstenen kapel                                                                         | Kapel                     | 1934                                                            | J. Stuyt & Giacomo Stuyt            | Zandweg 180                         | 50° 52' 1" NB, 5° 59' 32" OL  | 512707 | Meer afbeeldingen                                                                       |
| St. Antonius van Padua-kerk                                                             | Kerk en kerkonderdeel     | 1929                                                            | Frits Peutz                         | Beersdalweg 62                      | 50° 54' 18" NB, 5° 57' 17" OL | 512730 | Meer afbeeldingen                                                                       |
| Klooster Sint Antonius van Padua                                                        | Klooster, kloosteronderdl | 1929                                                            | Frits Peutz                         | Beersdalweg 64                      | 50° 54' 17" NB, 5° 57' 17" OL | 512731 | Meer afbeeldingen                                                                       |
| Dubbel woonhuis, vrijstaand gesitueerd in een bocht van de oplopende molenberglaan      | Woonhuis                  | 1918                                                            |                                     | Molenberglaan 112                   | 50° 53' 2" NB, 5° 59' 33" OL  | 512733 | Dubbel woonhuis, vrijstaand gesitueerd in een bocht van de oplopende molenberglaan      |
| Blok van vijf woonhuizen markant gesitueerd in een bocht van de oplopende molenberglaan | Woonhuis                  | 1918                                                            | J. Stuyt                            | Molenberglaan 116                   | 50° 53' 3" NB, 5° 59' 34" OL  | 512734 | Blok van vijf woonhuizen markant gesitueerd in een bocht van de oplopende molenberglaan |
| Complex Rennemigstraat: vier voormalige beambtenwoningen                                | Bedrijfs-,fabriekswoning  | 1923                                                            |                                     | Rennemigstraat 6                    | 50° 54' 49" NB, 5° 57' 26" OL | 512739 | Complex Rennemigstraat: vier voormalige beambtenwoningen                                |
| Complex Rennemigstraat: vier voormalige beambtenwoningen                                | Bedrijfs-,fabriekswoning  | 1925                                                            |                                     | Rennemigstraat 14                   | 50° 54' 47" NB, 5° 57' 25" OL | 512740 | Complex Rennemigstraat: vier voormalige beambtenwoningen                                |
| Villa Eikhold                                                                           | Woonhuis                  | 1913                                                            | Philip Anne Warners                 | Valkenburgerweg 72                  | 50° 52' 55" NB, 5° 57' 58" OL | 512742 | Meer afbeeldingen                                                                       |
| Voormalig Koetshuis + dienstwoning                                                      | Bijgebouwen kastelen enz. | 1913-1934                                                       |                                     | Valkenburgerweg 70                  | 50° 52' 56" NB, 5° 57' 59" OL | 512743 | Voormalig Koetshuis + dienstwoning                                                      |
| Blok van vier rug-aan-rug mijnwerkerswoningen                                           | Bedrijfs-,fabriekswoning  | 1908-1910                                                       |                                     | Nieuwenhofstraat 18                 | 50° 55' 33" NB, 5° 56' 8" OL  | 512745 | Blok van vier rug-aan-rug mijnwerkerswoningen                                           |
| Blok van vier rug-aan-rug mijnwerkerswoningen                                           | Bedrijfs-,fabriekswoning  | 1908-1910                                                       |                                     | Nieuwenhofstraat 14                 | 50° 55' 32" NB, 5° 56' 9" OL  | 512746 | Blok van vier rug-aan-rug mijnwerkerswoningen                                           |
| Blok van vier rug-aan-rug mijnwerkerswoningen                                           | Bedrijfs-,fabriekswoning  | 1908-1910                                                       |                                     | Nieuwenhofstraat 10                 | 50° 55' 32" NB, 5° 56' 10" OL | 512747 | Blok van vier rug-aan-rug mijnwerkerswoningen                                           |
| Blok van vier rug-aan-rug mijnwerkerswoningen                                           | Bedrijfs-,fabriekswoning  | 1908-1910                                                       |                                     | Nieuwenhofstraat 6                  | 50° 55' 31" NB, 5° 56' 11" OL | 512748 | Blok van vier rug-aan-rug mijnwerkerswoningen                                           |
| Blok van vier rug-aan-rug mijnwerkerswoningen                                           | Bedrijfs-,fabriekswoning  | 1908-1910                                                       |                                     | Nieuwenhofstraat 2                  | 50° 55' 30" NB, 5° 56' 12" OL | 512749 | Blok van vier rug-aan-rug mijnwerkerswoningen                                           |
| Villa Imstenrade                                                                        | Woonhuis                  | 1908                                                            |                                     | Imstenrade 5                        | 50° 51' 9" NB, 5° 59' 10" OL  | 512751 | Villa Imstenrade                                                                        |
| Tuin                                                                                    | Tuin, park en plantsoen   | 1928                                                            |                                     | Imstenrade bij 5                    | 50° 51' 8" NB, 5° 59' 7" OL   | 512752 | Tuin                                                                                    |
| Woonhuis behorend bij boerderij Imstenrade                                              | Boerderij                 | 1910                                                            |                                     | Imstenrade 2                        | 50° 51' 9" NB, 5° 59' 0" OL   | 512753 | Woonhuis behorend bij boerderij Imstenrade                                              |
| Twee stallen behorend bij boerderij Imstenrade                                          | Boerderij                 | 1910                                                            |                                     | Imstenrade bij 2                    | 50° 51' 9" NB, 5° 59' 0" OL   | 512754 | Twee stallen behorend bij boerderij Imstenrade                                          |
| Hfd.Opz.woning tbv Oranje Nassau I                                                      | Dienstwoning              | 1910-1915                                                       |                                     | Sittarderweg 70                     | 50° 53' 44" NB, 5° 58' 19" OL | 512760 | Meer afbeeldingen                                                                       |
| Ing. Woning t.b.v. Oranje Nassau I                                                      | Dienstwoning              | 1921                                                            |                                     | Sittarderweg 79B                    | 50° 53' 40" NB, 5° 58' 23" OL | 512761 | Ing. Woning t.b.v. Oranje Nassau I                                                      |
| Vier opzichterswoningen onder één kap gebouwd                                           | Dienstwoning              | 1910-1915                                                       | vermoedelijk A. Lugten              | Sittarderweg 74                     | 50° 53' 45" NB, 5° 58' 19" OL | 512762 | Meer afbeeldingen                                                                       |
| Vier opzichterswoningen onder één kap gebouwd                                           | Dienstwoning              | 1910-1915                                                       | vermoedelijk A. Lugten              | Sittarderweg 82                     | 50° 53' 46" NB, 5° 58' 19" OL | 512763 | Meer afbeeldingen                                                                       |
| Vier opzichterswoningen onder één kap gebouwd                                           | Dienstwoning              | 1910-1915                                                       | vermoedelijk A. Lugten              | Sittarderweg 90                     | 50° 53' 47" NB, 5° 58' 18" OL | 512764 | Meer afbeeldingen                                                                       |
| Vier opzichterswoningen onder één kap gebouwd                                           | Dienstwoning              | 1910-1915                                                       | vermoedelijk A. Lugten              | Sittarderweg 98                     | 50° 53' 48" NB, 5° 58' 18" OL | 512765 | Meer afbeeldingen                                                                       |
| Vier opzichterswoningen onder één kap gebouwd                                           | Dienstwoning              | 1910-1915                                                       | vermoedelijk A. Lugten              | Sittarderweg 106                    | 50° 53' 49" NB, 5° 58' 18" OL | 512766 | Meer afbeeldingen                                                                       |
| Vrijstaande stadsvilla                                                                  | Woonhuis                  | 1904                                                            |                                     | Akerstraat 90                       | 50° 53' 3" NB, 5° 58' 55" OL  | 512767 | Meer afbeeldingen                                                                       |
| Kloosterkerk Franciscanen                                                               | Klooster, kloosteronderdl | 1939                                                            | Jos Wielders                        | Akerstraat 97                       | 50° 52' 54" NB, 5° 59' 7" OL  | 512768 | Meer afbeeldingen                                                                       |
| Dubbele stadsvilla, gedeeltelijk dokterswoning met praktijk, gelegen aan de akerstraat  | Werk-woonhuis             | 1918                                                            |                                     | Akerstraat 110                      | 50° 52' 56" NB, 5° 59' 1" OL  | 512769 | Meer afbeeldingen                                                                       |
| Villa Haex                                                                              | Woonhuis                  | 1912-1913                                                       | J. Stuyt                            | Akerstraat 126                      | 50° 52' 51" NB, 5° 59' 4" OL  | 512770 | Villa Haex                                                                              |
| Apotheek Claessens                                                                      | Gezondheidszorg           | 1918                                                            | Jos Klijnen                         | Bongerd 2                           | 50° 53' 16" NB, 5° 58' 43" OL | 512771 | Apotheek Claessens                                                                      |
| Landhuis: dubbel pand in de stijl van het Traditionalisme                               | Woonhuis                  | 1920                                                            | J. Stuyt                            | Caumerbeeklaan 59                   | 50° 52' 50" NB, 5° 59' 26" OL | 512772 | Landhuis: dubbel pand in de stijl van het Traditionalisme                               |
| Landhuis: traditionalistisch met invloed van diverse stijlelemente                      | Kasteel, buitenplaats     | 1919                                                            | Frits Peutz                         | Caumerbeeklaan 80                   | 50° 52' 55" NB, 5° 59' 31" OL | 512773 | Landhuis: traditionalistisch met invloed van diverse stijlelemente                      |
| Villa Francisca                                                                         | Woonhuis                  | 1921                                                            |                                     | Sint Franciscusweg 69               | 50° 52' 54" NB, 5° 59' 16" OL | 512774 | Meer afbeeldingen                                                                       |
| Kapel Savelbergklooster                                                                 | Kapel                     | 1878-1879                                                       | Johannes Kayser                     | Gasthuisstraat 2A                   | 50° 53' 15" NB, 5° 58' 52" OL | 512775 | Meer afbeeldingen                                                                       |
| Stadhuis                                                                                | Bestuursgebouw en onderdl | 1936-1938                                                       | Frits Peutz                         | Geleenstraat 27                     | 50° 53' 12" NB, 5° 58' 39" OL | 512776 | Meer afbeeldingen                                                                       |
| Winkelwoonhuis                                                                          | Woonhuis                  | 1900                                                            |                                     | Geleenstraat 55                     | 50° 53' 11" NB, 5° 58' 33" OL | 512777 | Winkelwoonhuis                                                                          |
| St. Gerardus Majella Kerk                                                               | Kerk en kerkonderdeel     | 1936                                                            | Alphons Boosten                     | Heerenweg 45                        | 50° 54' 47" NB, 5° 58' 26" OL | 512778 | Meer afbeeldingen                                                                       |
| directeurswoning bij Ambachtsschool                                                     | Dienstwoning              | 1917                                                            | De Beyer                            | Burgemeester de Hesselleplein 25    | 50° 53' 1" NB, 5° 58' 33" OL  | 512779 | Meer afbeeldingen                                                                       |
| Politiebureau                                                                           | Overheidsgebouw           | 1922                                                            | J. Stuyt en Anton Bartels           | Heulsstraat 39                      | 50° 55' 4" NB, 5° 57' 28" OL  | 512780 | Politiebureau                                                                           |
| Villa Duysens                                                                           | Woonhuis                  | 1919                                                            | J. Stuyt                            | Honigmannstraat 59                  | 50° 53' 20" NB, 5° 58' 30" OL | 512781 | Villa Duysens                                                                           |
| Joseph Wresinski Huis                                                                   | Klooster, kloosteronderdl | 1921-1923                                                       | Frits Peutz                         | Kerkraderweg 9                      | 50° 53' 7" NB, 5° 59' 39" OL  | 512782 | Joseph Wresinski Huis                                                                   |
| H. Corneliuskerk                                                                        | Kerk en kerkonderdeel     | 1909-1918                                                       | Joseph Cuypers en J. Stuyt          | Kerkstraat 8                        | 50° 54' 59" NB, 5° 57' 27" OL | 512783 | Meer afbeeldingen                                                                       |
| Hoofdkantoor Oranje Nassau                                                              | Handel en kantoor         | 1931                                                            | Dirk Roosenburg                     | Kloosterweg 1                       | 50° 53' 31" NB, 5° 58' 21" OL | 512784 | Meer afbeeldingen                                                                       |
| Econ.College/Limb.Opl.voor Fysioth.                                                     | Onderwijs en wetenschap   | 1931                                                            |                                     | Laan van Hovell tot Westerflier 23  | 50° 53' 1" NB, 5° 58' 50" OL  | 512785 | Meer afbeeldingen                                                                       |
| St. Franciscus van Assisie Kerk                                                         | Kerk en kerkonderdeel     | 1923                                                            | Piet Buskens                        | Laanderstraat 33                    | 50° 53' 18" NB, 5° 58' 18" OL | 512786 | Meer afbeeldingen                                                                       |
| Monseigneur Laurentius Schrijnenhuis, voormalige Univers.voor Theologie en Pastoraat    | Onderwijs en wetenschap   | 1932-1934                                                       | Frits Peutz                         | Oliemolenstraat 60                  | 50° 53' 4" NB, 5° 59' 27" OL  | 512787 | Meer afbeeldingen                                                                       |
| Huis op de Linde                                                                        | Werk-woonhuis             | 1931                                                            | Frits Peutz                         | Oude Lindestraat 1                  | 50° 52' 59" NB, 5° 58' 42" OL | 512788 | Meer afbeeldingen                                                                       |
| Atelier-woning, gebouwd voor schilder-glazenier                                         | Werk-woonhuis             | 1914                                                            |                                     | Schoolstraat 1                      | 50° 53' 6" NB, 5° 58' 33" OL  | 512789 | Meer afbeeldingen                                                                       |
| Voormalig patronaatsgebouw                                                              | Welzijn, kunst en cultuur | 1920                                                            | Jos Wielders                        | Sittarderweg 143                    | 50° 53' 57" NB, 5° 58' 14" OL | 512790 | Meer afbeeldingen                                                                       |
| Royal Theater                                                                           | Welzijn, kunst en cultuur | 1937                                                            | Frits Peutz                         | Stationsplein 5                     | 50° 53' 24" NB, 5° 58' 31" OL | 512791 | Meer afbeeldingen                                                                       |
| Heilig Hartbeeld                                                                        | Gedenkteken               | 1922                                                            |                                     | Tempsplein tegenover 2              | 50° 53' 7" NB, 5° 58' 41" OL  | 512792 | Meer afbeeldingen                                                                       |
| Openbare bibliotheek                                                                    | Welzijn, kunst en cultuur | 1917                                                            |                                     | Tempsplein 10                       | 50° 53' 7" NB, 5° 58' 43" OL  | 512793 | Meer afbeeldingen                                                                       |
| Huize Zomerweelde                                                                       | Dienstwoning              | 1913                                                            |                                     | Valkenburgerweg 167                 | 50° 52' 41" NB, 5° 57' 39" OL | 512794 | Huize Zomerweelde                                                                       |
| Golden Tulip Hotel                                                                      | Horeca                    | 1920                                                            |                                     | Wilhelminaplein 16                  | 50° 53' 19" NB, 5° 58' 51" OL | 512795 | Golden Tulip Hotel                                                                      |
| Voormalig Protestants Mijnwerkerspension                                                | Horeca                    | 1928                                                            |                                     | Buttingstraat 24                    | 50° 55' 35" NB, 5° 56' 6" OL  | 512796 | Meer afbeeldingen                                                                       |
| Winkel- en kantoorpand opvallend gesitueerd aan het raadhuisplein                       | Winkel                    | 1939                                                            | D. Brouwer, later verbouwd          | Doctor Poelsstraat 6                | 50° 53' 10" NB, 5° 58' 43" OL | 512799 | Winkel- en kantoorpand opvallend gesitueerd aan het raadhuisplein                       |
| Voormalige kweekschool Maria Immaculata                                                 | Onderwijs en wetenschap   | 1929                                                            |                                     | Bekkerveld 1                        | 50° 52' 45" NB, 5° 59' 2" OL  | 512800 | Voormalige kweekschool Maria Immaculata                                                 |
| Warenhuis, voormalig winkelhuis Kneepkens                                               | Winkel                    | 1939                                                            |                                     | Doctor Poelsstraat 23               | 50° 53' 10" NB, 5° 58' 45" OL | 512801 | Warenhuis, voormalig winkelhuis Kneepkens                                               |
| Winkelwoonhuis                                                                          | Woonhuis                  | 1939                                                            | Frits Peutz                         | Geleenstraat 7                      | 50° 53' 14" NB, 5° 58' 44" OL | 512802 | Meer afbeeldingen                                                                       |
| Villa Zoetmulder                                                                        | Woonhuis                  | 1918                                                            |                                     | Caumerbeeklaan 70                   | 50° 52' 52" NB, 5° 59' 30" OL | 512803 | Villa Zoetmulder                                                                        |
| Dubbel woonhuis gebouwd in 1916 naar een ontwerp van architect jan stuyt                | Woonhuis                  | 1916                                                            | J. Stuyt                            | Caumerbeeklaan 66                   | 50° 52' 51" NB, 5° 59' 30" OL | 512805 | Dubbel woonhuis gebouwd in 1916 naar een ontwerp van architect jan stuyt                |
| Dubbel woonhuis vrijstaand gesitueerd aan de molenberglaan                              | Woonhuis                  | 1928                                                            | J. Stuyt                            | Molenberglaan 73                    | 50° 52' 59" NB, 5° 59' 29" OL | 512806 | Dubbel woonhuis vrijstaand gesitueerd aan de molenberglaan                              |
| Herdenkingsmon.Belg.geïnterneerden                                                      | Begraafplaats en -onderdl | 1918                                                            |                                     | Akerstraat bij 50                   | 50° 53' 8" NB, 5° 59' 2" OL   | 512807 | Meer afbeeldingen                                                                       |
| Straatwand met 12 stadswoningen                                                         | Woonhuis                  | 1927                                                            | J.M. van Hardeveld                  | Deken Nicolayestraat 1              | 50° 53' 5" NB, 5° 58' 42" OL  | 512808 | Straatwand met 12 stadswoningen                                                         |
| Huize De Berg: klooster met kapel                                                       | Klooster, kloosteronderdl | 1897 (klooster) 1911 (uitbreiding)                              | A. van Beers (klooster)             | Gasthuisstraat 45                   | 50° 53' 20" NB, 5° 59' 12" OL | 512809 | Huize De Berg: klooster met kapel                                                       |
| Nederlands Hervormde Kerk met kosterswoning                                             | Kerk en kerkonderdeel     | 1931-1932                                                       | J. en Th. Stuivinga                 | Tempsplein 14                       | 50° 53' 4" NB, 5° 58' 44" OL  | 512810 | Meer afbeeldingen                                                                       |
| Atelier-woning                                                                          | Woonhuis                  | 1904                                                            |                                     | Valkenburgerweg 22                  | 50° 53' 9" NB, 5° 58' 27" OL  | 512811 | Meer afbeeldingen                                                                       |
| Fa.J.Schijns-Hermens Granen en Meel                                                     | Industrie                 | 1890                                                            |                                     | Akerstraat Noord 310                | 50° 55' 32" NB, 5° 56' 34" OL | 512813 | Fa.J.Schijns-Hermens Granen en Meel                                                     |
| Woonhuis en watertoren behorend bij boerderij imstenrade                                | Woonhuis                  | 1910                                                            |                                     | Imstenrade 4                        | 50° 51' 8" NB, 5° 59' 2" OL   | 512815 | Meer afbeeldingen                                                                       |
| Pastorie van de parochie                                                                | Kerkelijke dienstwoning   | 1852                                                            |                                     | Kerkstraat 6                        | 50° 54' 59" NB, 5° 57' 27" OL | 513259 | Pastorie van de parochie                                                                |
| Vier beambtenwoningen, voormalige opzichters- en hoofdopzichterswoningen                | Dienstwoning              | 1923                                                            |                                     | Heideveldweg 17                     | 50° 54' 46" NB, 5° 58' 41" OL | 523278 | Vier beambtenwoningen, voormalige opzichters- en hoofdopzichterswoningen                |
| Dubbele hoofdopzichterswoning gebouwd in de stijl van het traditionalisme               | Dienstwoning              | 1921                                                            |                                     | Heideveldweg 25                     | 50° 54' 45" NB, 5° 58' 42" OL | 523279 | Dubbele hoofdopzichterswoning gebouwd in de stijl van het traditionalisme               |
| Blok arbeiderswoningen, onderdeel van het woninggroepje 'Welten'                        | Woonhuis                  | 1921                                                            |                                     | De Thun 172                         | 50° 52' 23" NB, 5° 57' 43" OL | 523281 | Blok arbeiderswoningen, onderdeel van het woninggroepje 'Welten'                        |
| Blok arbeiderswoningen, onderdeel van het woninggroepje 'Welten'                        | Woonhuis                  | 1921                                                            |                                     | De Thun 180                         | 50° 52' 23" NB, 5° 57' 43" OL | 523282 | Blok arbeiderswoningen, onderdeel van het woninggroepje 'Welten'                        |
| Blok arbeiderswoningen, onderdeel van het woninggroepje 'Welten'                        | Woonhuis                  | 1921                                                            |                                     | Mergelsweg 184                      | 50° 52' 23" NB, 5° 57' 38" OL | 523283 | Blok arbeiderswoningen, onderdeel van het woninggroepje 'Welten'                        |
| Vrijstaand woonhuis in twee bouwlagen met plat dak                                      | Woonhuis                  | 1931                                                            | Camille de Smet                     | Kouvenderstraat 132                 | 50° 55' 34" NB, 5° 55' 59" OL | 523284 | Vrijstaand woonhuis in twee bouwlagen met plat dak                                      |
| Dubbel woonhuis gebouwd in de stijl van het traditionalisme                             | Woonhuis                  | 1917                                                            |                                     | Caumerbeeklaan 50                   | 50° 52' 47" NB, 5° 59' 27" OL | 523285 | Meer afbeeldingen                                                                       |
| Dubbel woonhuis, halfvrijstaand gesitueerd                                              | Woonhuis                  | 1921                                                            |                                     | Laan van Hovell tot Westerflier 19  | 50° 53' 1" NB, 5° 58' 49" OL  | 523286 | Dubbel woonhuis, halfvrijstaand gesitueerd                                              |
| Halfvrijstaand L-vormig hoekpand                                                        | Woonhuis                  | 1936-1937                                                       |                                     | Oliemolenstraat 1                   | 50° 53' 1" NB, 5° 58' 59" OL  | 523287 | Halfvrijstaand L-vormig hoekpand                                                        |
| In Thermenmuseum: terrein met daarin de resten van een romeins badgebouw                | Archeologisch monument    | 2e en 3e eeuw na chr                                            |                                     | Coriovallumstraat                   | 50° 53' 6" NB, 5° 58' 36" OL  | 524991 | Meer afbeeldingen                                                                       |
| Hoeve met een U-vormige plattegrond                                                     | Boerderij                 | 1777                                                            |                                     | Leon Biessenstraat 71               | 50° 51' 55" NB, 6° 0' 32" OL  | 527673 | Meer afbeeldingen                                                                       |
| H. Moeder Annakerk                                                                      | Kerk en kerkonderdeel     | 1952-1953                                                       | Frits Peutz en H. Teeken            | Bekkerveld 15                       | 50° 52' 43" NB, 5° 58' 54" OL | 530830 | Meer afbeeldingen                                                                       |
| St. Josephkerk                                                                          | Kerk en kerkonderdeel     | 1956-1957                                                       | J.J. Fanchamps                      | Dr. Clemens Meulemanstraat 1        | 50° 52' 8" NB, 5° 59' 48" OL  | 530863 | Meer afbeeldingen                                                                       |
| Villa 'Van Slobbe'                                                                      | Woonhuis                  | 1962                                                            | G.Th. Rietveld                      | Zandweg 122                         | 50° 52' 12" NB, 5° 59' 29" OL | 532196 | Villa 'Van Slobbe'                                                                      |
| Vrijstaand gelegen telefooncel                                                          | Straatmeubilair           | 1930-1932                                                       | J.A. Brinkman en L.C. van der Vlugt | Spoorsingel bij 61                  | 50° 53' 29" NB, 5° 58' 34" OL | 498912 | Vrijstaand gelegen telefooncel                                                          |
| De Landgraaf                                                                            | Fort, vesting en -onderdl | 15e eeuw                                                        |                                     | bij Kamperheideweg                  | 50° 55' 9" NB, 5° 59' 4" OL   | 532442 | Meer afbeeldingen                                                                       |

Beek ·
Beekdaelen ·
Beesel ·
Bergen ·
Brunssum ·
Echt-Susteren ·
Eijsden-Margraten ·
Gennep ·
Gulpen-Wittem ·
Heerlen ·
Horst aan de Maas ·
Kerkrade ·
Landgraaf ·
Leudal ·
Maasgouw ·
Maastricht ·
Meerssen ·
Mook en Middelaar ·
Nederweert ·
Peel en Maas ·
Roerdalen ·
Roermond ·
Simpelveld ·
Sittard-Geleen ·
Stein ·
Vaals ·
Valkenburg aan de Geul ·
Venlo ·
Venray ·
Voerendaal ·
Weert